# Håvard Flo
Håvard Flo, född 4 april 1974 i Stryn, är en norsk tidigare fotbollsspelare. Han representerade bland annat Werder Bremen, Wolverhampton Wanderers, AGF Aarhus och Sogndal. Håvard Flo spelade 26 landskamper för Norges landslag och gjorde 7 mål. Han deltog i VM i fotboll 1998.
Flo är kusin till Tore André Flo och Jostein Flo samt farbror till Per Egil Flo.

## Meriter
- Dansk cupmästare med AGF Aarhus 1996.[1]
- Tysk cupmästare med Werder Bremen 1999.[1]